# Colormax Pescara Calcio a 5 2020-2021
Questa pagina raccoglie i dati riguardanti il Colormax Pescara Calcio a 5, squadra di calcio a 5 militante in serie A, nelle competizioni ufficiali della stagione 2020-2021.

## Trasferimenti

### Sessione estiva
| Alessio Agostinelli | Sulmona                   |
| Saúl Méndez         | Inter B                   |
| Rober               | Barcellona B              |
| Antonio Arroyo      | Leis Pontevedra           |
| Paulinho            | Lido di Ostia             |
| Andrea Romano       | Real Rieti, fine prestito |

| Misael Gonçalves      | Acqua e Sapone      |
| Federico Pieragostino | Tombesi             |
| Pierluigi Galliani    | C.M.B.              |
| Andrea Romano         | Prato               |
| Alexandre Dall'Onder  | Ciampino Anni Nuovi |

### Sessione invernale
| Mariano Quintairos | Meta Catania   |
| Eric da Silva      | Active Network |
| Marco Belloni      | Mantova        |
| Diego Scarpetta    | Lecco          |

| Saúl Méndez     | Prato       |
| Diego Scarpetta | Lecco       |
| Antonio Arroyo  | sconosciuto |

## Organico

### Prima squadra
| N° | Naz.                 | Ruolo | Sportivo                   | Anno     |  |  |
| -- | -------------------- | ----- | -------------------------- | -------- |  |  |
| 1  | Italia (bandiera)    | POR   | Piero Mazzocchetti         | 17.12.87 |  |  |
| 5  | Argentina (bandiera) | LAT   | Mariano Quintairos         | 01.11.90 |  |  |
| 6  | Brasile (bandiera)   | PIV   | Paulo José Pinto           | 19.04.80 |  |  |
| 7  | Brasile (bandiera)   | LAT   | André Ferreira             | 12.10.88 |  |  |
| 8  | Spagna (bandiera)    | LAT   | Rober                      | 23.05.99 |  |  |
| 9  | Italia (bandiera)    | PIV   | Carlo Houenou              | 31.08.96 |  |  |
| 10 | Spagna (bandiera)    | LAT   | Antonio Arroyo             | 28.04.00 |  |  |
| 11 | Italia (bandiera)    | LAT   | Eduardo Morgado            | 19.06.81 |  |  |
| 12 | Brasile (bandiera)   | LAT   | Eric da Silva              | 31.10.88 |  |  |
| 13 | Brasile (bandiera)   | LAT   | Leandro Alexandre Ferreira | 16.06.92 |  |  |
| 14 | Italia (bandiera)    | LAT   | Loris Santacroce           | 23.06.99 |  |  |
| 16 | Italia (bandiera)    | POR   | Alessio Agostinelli        | 16.01.97 |  |  |
| 17 | Italia (bandiera)    | LAT   | Marco Belloni              | 09.11.88 |  |  |
| 18 | Brasile (bandiera)   | UNI   | Coco Schmitt               | 17.12.84 |  |  |
| 21 | Italia (bandiera)    | LAT   | Emanuele Ferraioli         | 16.08.94 |  |  |
| 22 | Spagna (bandiera)    | DIF   | Saúl Méndez                | 03.07.99 |  |  |
| 22 | Brasile (bandiera)   | LAT   | Diego Scarpetta            | 27.08.92 |  |  |
| 23 | Italia (bandiera)    | DIF   | Manuel Scarinci            | 18.09.98 |  |  |

### Under-19
| N° | Naz.              | Ruolo | Sportivo            | Anno     |  |  |
| -- | ----------------- | ----- | ------------------- | -------- |  |  |
| 16 | Italia (bandiera) | POR   | Giorgio Cilli       | 09.10.03 |  |  |
| 20 | Italia (bandiera) | POR   | Federico De Luca    | 06.06.02 |  |  |
| 24 | Italia (bandiera) | LAT   | Niccolò Papalinetti | 18.08.03 |  |  |